# Phaonia paradecussata
Phaonia paradecussata este o specie de muște din genul Phaonia, familia Muscidae, descrisă de Willi Hennig în anul 1963. Conform Catalogue of Life specia Phaonia paradecussata nu are subspecii cunoscute.